# Budiná
Budiná je obec v okrese Lučenec na Slovensku. Žije v ní 207 obyvatel.

## Historie
Podle tradice založili obec korytáři z Budína, přičemž toto řemeslo v obci přetrvalo až do poloviny 20. století. První písemná zmínka z roku 1393 uvádí název Brtolehutaya. V pozdějších pramenech se uvádí název Budalehota (1467) či Budaszállás. Název Budiná se začínal používat koncem 18. století.
Osada nejprve patřila pod Divinské hradní panství, od roku 1554 do 1595 pod szécsénský (sečanský) sandžak. V letech 1585–1586 byl vlastníkem Budiné Mohamad bin Ali. Po vyhnání Turků se Budiná znovu ocitla v majetku Divínského hradu.
Za vlády rodu Balaššů přijalo obyvatelstvo Budiné podle zásady Cuius regio, eius religio reformaci. Obec církevně patřila Polichno. V roce 1686 se novými pány Divinského panství stali Zichyové, kteří se začali snažit o rekatolizaci poddanských obcí. Evangelické učení však mezitím na Budiné silně zakořenilo. Po dobrém se Budinou rekatolizovať nedařilo, a tak byli všichni dospělí muži v roce 1717 uvězněni v Haliči, kde byli donuce platit dávky (štolu) divinskému plebánovi. Tato situace podnítila Jána Madácha k osobní audienci u Marie Terezie.
Ekonomický tlak měl své ovoce, protože v době zavedení tolerančního patentu již byla Budiná znovu z poloviny katolická. Samostatný evangelický sbor augsburského vyznání vznikl v Budiné až v roce 1856, do té doby byl sbor administrován z obce Polichno. Katoličtí věřící patří stále pod divinskou farnost.
V roce 1890 vyvolala pozornost vzpoura rolníků, kterou podnítilo nespravedlivé rozdělení pozemků. V roce 1895 postihl Budinou velký požár, další vypukl 18. října 1935. Pouze krátkou historii měla těžba křemene, albitu a chloritů v lomu pod Javorem, v současnosti je toto těžební místo zatopeno.
Během Slovenského národního povstání bylo do povstalecké armády zmobilizováno 127 mužů, další odešli k partyzánům. Po porážce povstání byli mnozí Budiňané internováni v německých pracovních táborech. V prosinci 1944 a lednu 1945 podnikly jednotky Wehrmachtu trestné výpravy do okolí Budíné, iniciované zavražděním a oloupením dvou německých vojáků. Zajato bylo třináct partyzánů a šest obyvatel Budínských lazů. Odvlečeni byli do Detvy, kde byli mučeni a 24. ledna 1945 byli bosí hnáni zpět na Budínské lazy. Tam byli u osady Vyletelovci pro výstrahu oběšeni. Popravě museli přihlížet občané Budiné, které tam nahnali Němci. Na památku popravených bylo toto místo prohlášeno Pamätným lesem pri Budinej.
V roce 1955 se komunisté pokusili zabrat část farní zahrady pro stavbu obchodního domu, což vedlo k občanským nepokojům a zatýkání.
Na vršku nad Budinou byl v šedesátých letech 20. století postaven oběšeným občanům památník, který se stal za socialismu nejexponovanějším místem pro naučné protifašistické výlety a slavnosti v okrese Lučenec. Další památník byl odhalen přímo na místě popravy v roce 2007.

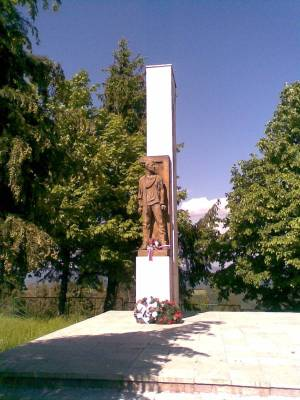
Pomník

V roce 2001 kombinace vichřice a mrazu polámala množství stromů a obec se ocitla na dlouhou dobu bez elektrického proudu. 15. srpna 2010 se krajem obce přehnalo tornádo, které lámalo stromy a shodilo střechu hospodářské budovy.

## Přírodní poměry
Obec se nachází v horském krajinném celku Ostrôžky. Patří do okresu Lučenec, katastrálně sousedí s obcemi Ábelová, Detva, Podkriváň, Pila, Divín a Tuhár. Při pohledu z jihu dominuje nad obcí majestátní vrch (tzv. rázsocha) Jasenia (771 m n. m.). Při pohledu od severu je v pozadí rozložitý vrch Sedem chotárov. Vedle Budiné protéká zprava Tuhársky potok (napájí vodní nádrž Ľadovo u Lučence) a zleva Budinský potok (napájí Ružinskou přehradu). Oba potoky pramení na Budínských lazech, kde pramení i Krivánsky potok. Nad Budínskými lazy se vypíná nejvyšší hora Ostrôžek na území Novohradu Javor (821 m n. m.), každoroční a dlouholetý cíl „Novoročních výstupů na Javor“. Vrch Javor dal název „Mikroregionu Javor“.
Snad nejnavštěvovanějším přírodním výtvorem v katastrálním území obce jsou čedičové vyvřeliny (vulkanické brekcie - pyroklastika) na Budínských lazoeh, „Kamenná vrata“, s výhledem na Bralce, Javorie, Ostrôžky, Javor a Poľanu. Pozoruhodná je Budinská skála (765 m n. m.), kde se nachází i pět metrů dlouhý jeskynní útvar Jánošíkova skrýša. Za dobrých povětrnostních podmínek je možné z vrcholu vrchu Jasenie vidět Kremnické vrchy, Velkou Fatru, Nízké Tatry a Západní Tatry s dominantou Kriváň (2495 m n. m.). Výhled na jih lemuje pohoří Cerové vrchoviny s dominantou Karanč (729 m n. m.) a východní okraj pohoří Mátra s jeho nejvyšším vrcholem Kékes (1014 m n. m.).

## Obyvatelstvo
Budiná patřila v minulých stoletích mezi nejpočetněji osídlené vesnice Novohradu, v roce 1910 byla 7. největším sídlem. Národnost původních osídlenců není známa, ale už na konci 18. století Budinou obývali prakticky výhradně Slováci. Tento stav přetrval dokonce i v období maďarizace, kdy se v roce 1910 z 1478 obyvatel hlásilo ke slovenské národnosti 1462 lidí.
Obyvatelstvo se živilo zejména zemědělstvím, čehož zřejmým důkazem je vykácení a vyklučení povrchu „razsochy“ Jasenia, kde jsou stále viditelné do svahu zarovnané pásy polí (tzv. prielohy). O značné chudobě obyvatelstva svědčí nízký poměr množství půdy na domácnost (do pěti bratislavských měřic).
Navzdory potenciálu „povstalecké“ obce nastalo po druhé světové válce masivní vylidňování. Mnoho Budinčanů se odstěhovalo zejména do Lučence, Tomášovců (o čemž svědčí tamní Budinská ulice, jediná na světě) a Haliče.

## Kultura

### Nářečí
V Budiné se hovoří typicky novohradsky, měkce, s gemerskými prvky (např. kody-tody = kdy-tedy). Typické je používání „ňi“ namísto ne (ňito), nahrazování koncového „m“ písmenem n (ňiman = nemám), „i/y“ písmenem e (ruke, prielohe, robela, vozeť), „l“ písmenem v (robev, mohov), či „e“ písmenem a (trápenia).

## Pamětihodnosti
Nejstarší budovou v obci je klasicistní evangelický kostel z roku 1809, obnovený v roce 1909. Ve středu obce stojí budova evangelické fary z roku 1900. Katolický kostel byl postaven v roce 1906. Památník oběšeným nad obcí vytvořil Karol Dúbravský v roce 1961. Druhý památník vytvořil Jan Stehlík v roce 2007.

## Osobnosti
Z prostředí Budiné čerpala Božena Slančíková-Timrava náměty pro svou nejrozsáhlejší novelu „Veľké šťastie“, jejíž dramatizaci v úpravě Petra Pavlace uvedlo v roce 2003 Slovenské národní divadlo. O její diváckém úspěchu svědčí i to, že se na prknech SND udržela pět let – derniéru měla 26. února 2008. Timrava měla možnost poznat Budinou a její obyvatele při návštěvách Oľgy Krčméryové, dcery místního evangelického faráře Juraje Petiana. Budiná je v některých internetových zdrojích zaměňována s Bacúrovem, kvůli nápadníkovi B. S. Timravy Josefu Čipkayovi („Bacúrikovi“), který učil nejprve v Bacúrově u Dobrej Nivy (odtud přezdívka) a později v Budiné.
Koncem sedmdesátých let 20. století se ještě v Budiné hrávalo ochotnické divadlo.
V Budiné se narodil literární vědec, překladatel z bulharštiny a básník Ján Koška, dlouholetý ředitel Literárněvědného ústavu světové literatury SAV.
Z Budiné pocházel Ján Ušiak, velitel 1. československé partyzánské brigády Jana Žižky z Trocnova, jeden z hlavních představitelů protinacistického odboje na Moravě.
Obec Budiná je zajímavá jedinečným folklórem, který je směsí podpolianských, maďarských a gemerských vlivů. V obci je ještě i dnes zmiňována Anna Káková-Benceľka, která sbírala lidové písně (zpívá se o ní v písni ĽH Ďatelinka: Keď som išiou z Piešťa).
Zpěvákem lidových písní je bývalý starosta obce Milan Gábor, který začal účinkovat na šestém albu ĽH Ďatelinka a v roce 2006 s ní nahrál i profilové CD Hore na Budinej. Milan Gábor má také zásluhu na pravidelném organizování okresního kola soutěže heligonkářů v místním kulturním domě.
V osmdesátých letech 20. století působila ve folklorním souboru Mostár z Brezna rodačka z Budína Eva Barcajová-Švajdová, která nazpívala některé budinské písně ve Slovenském rozhlase (Tie Budinskie šťiri zvoňi, V našom dvore vyriastla jedlička). Eva Švajdová pracuje jako etnografka v Horehronském muzeu v Brezně.
V Budiné učil (a působil jako primáš v tehdejší místní kapele) známý propagátor gemerských lidových písní Janko Jasenka.

## Galerie

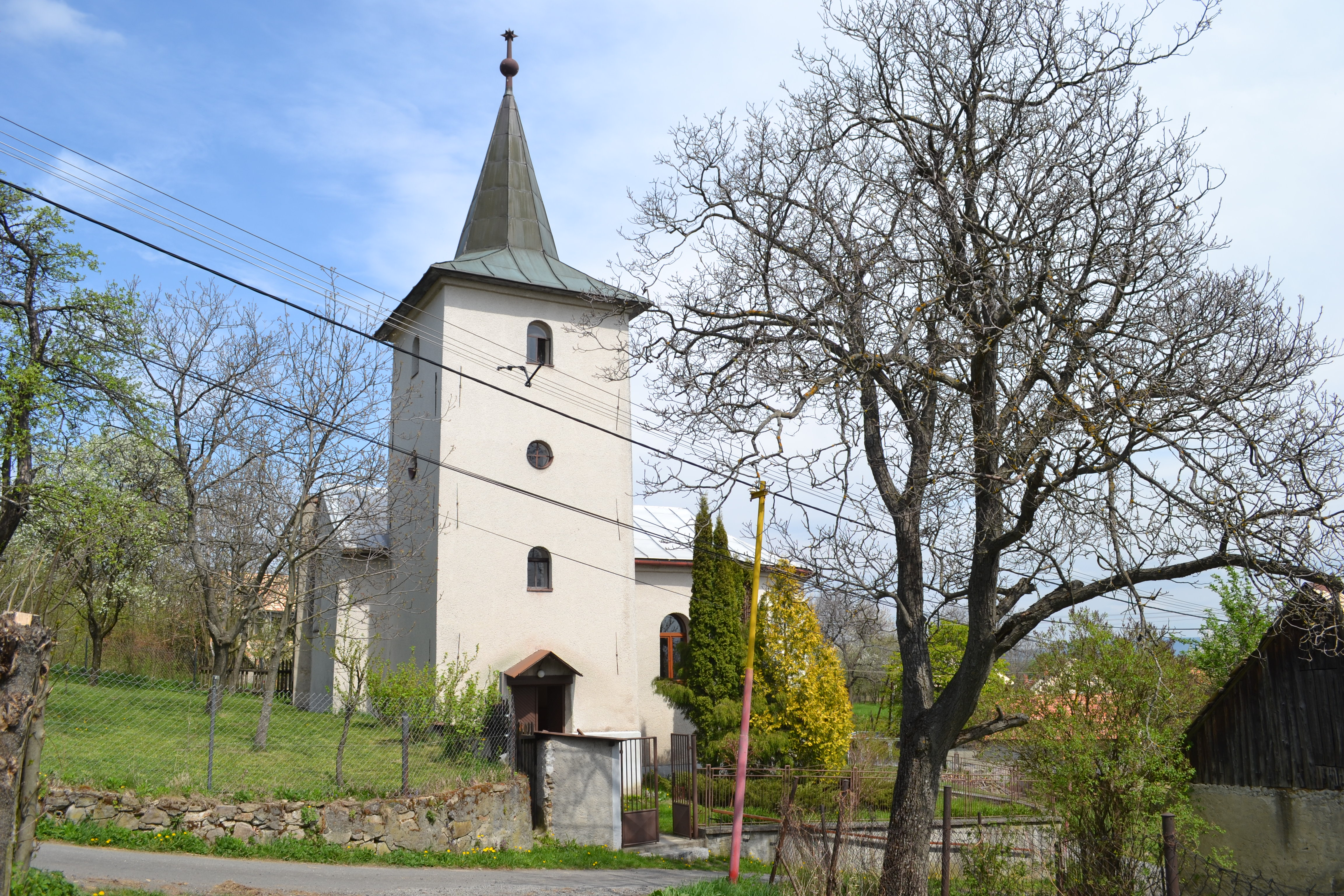
Evangelický kostel
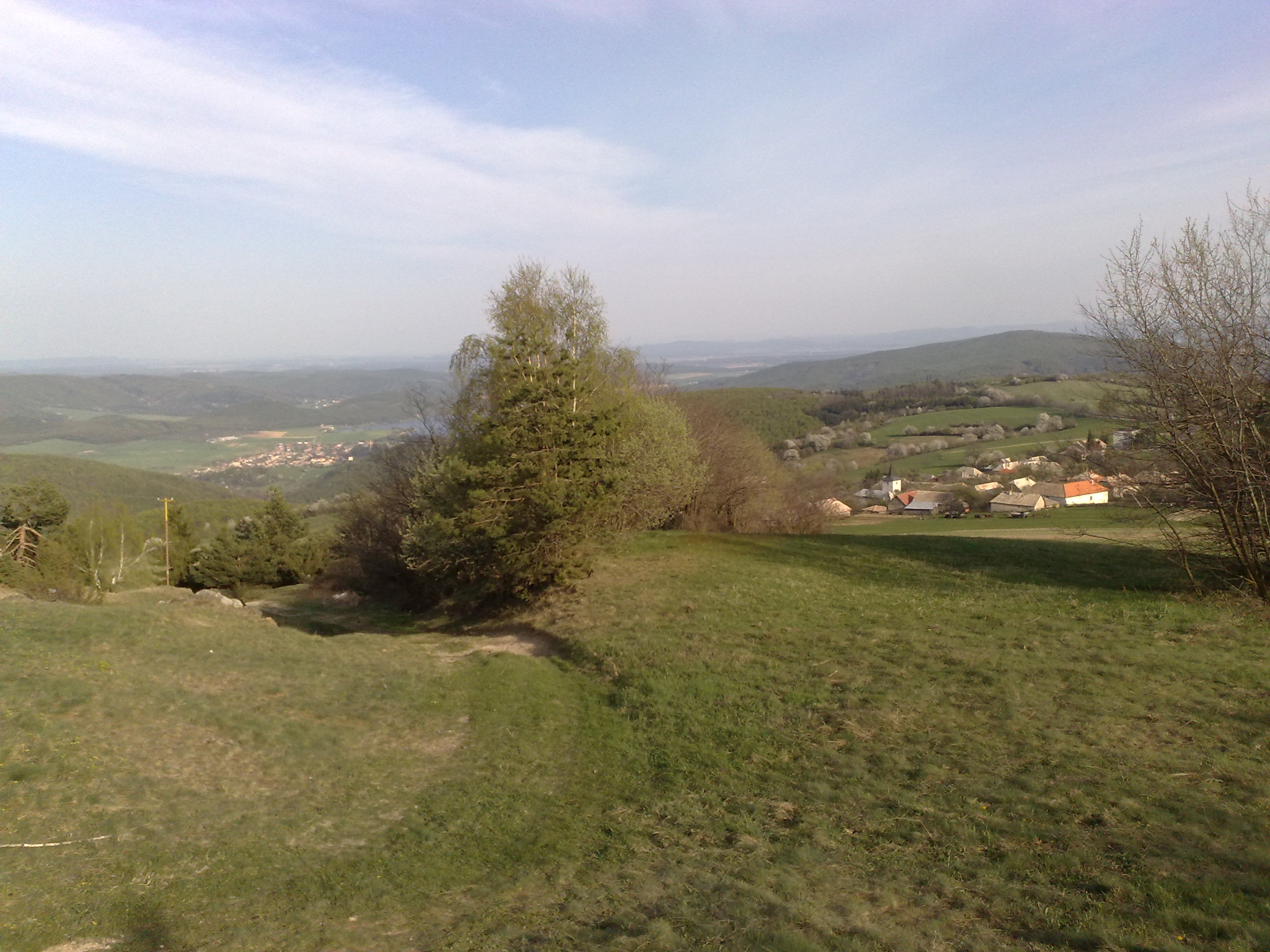
Pohle od pomníku
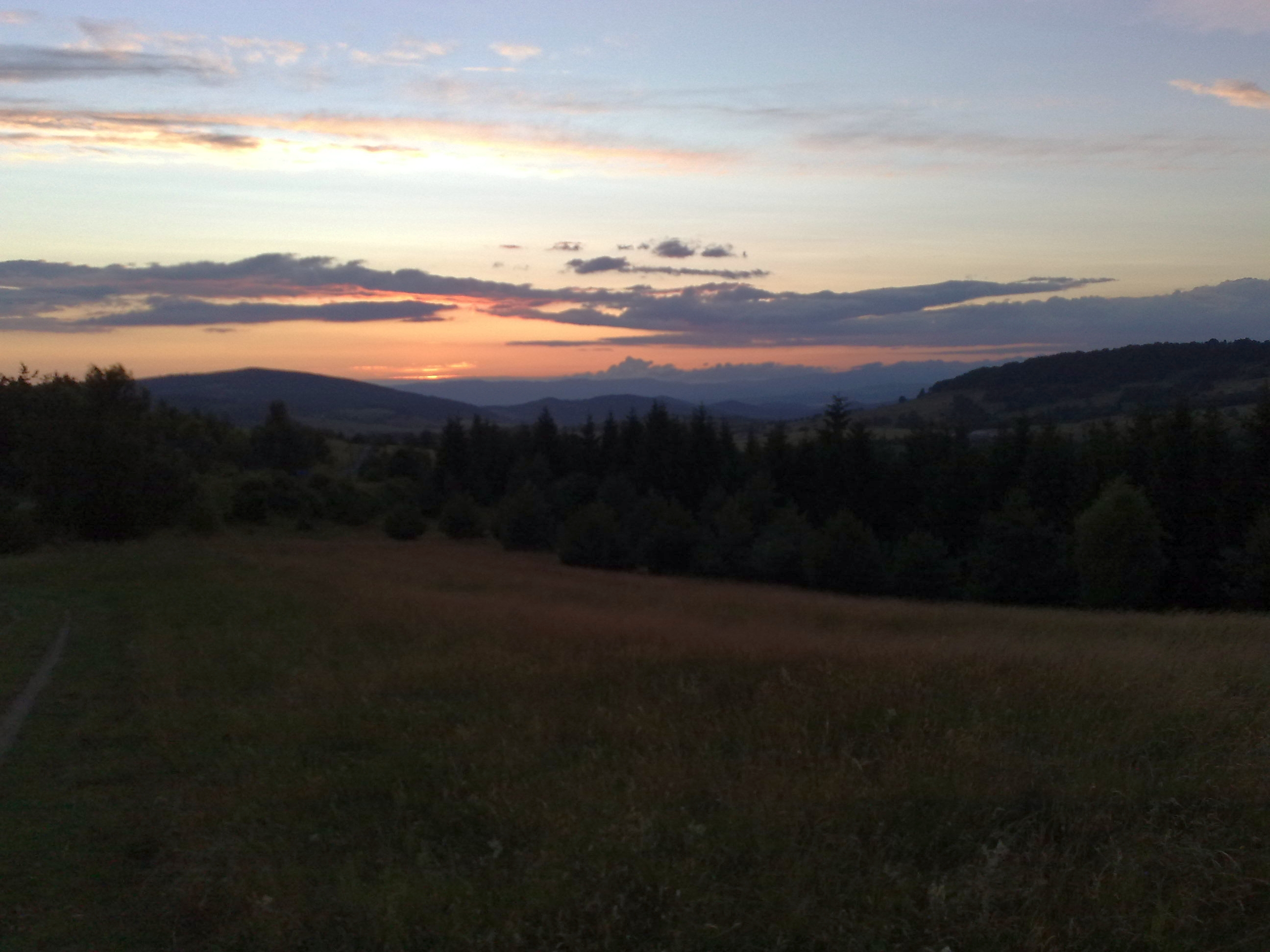
Na lazoch
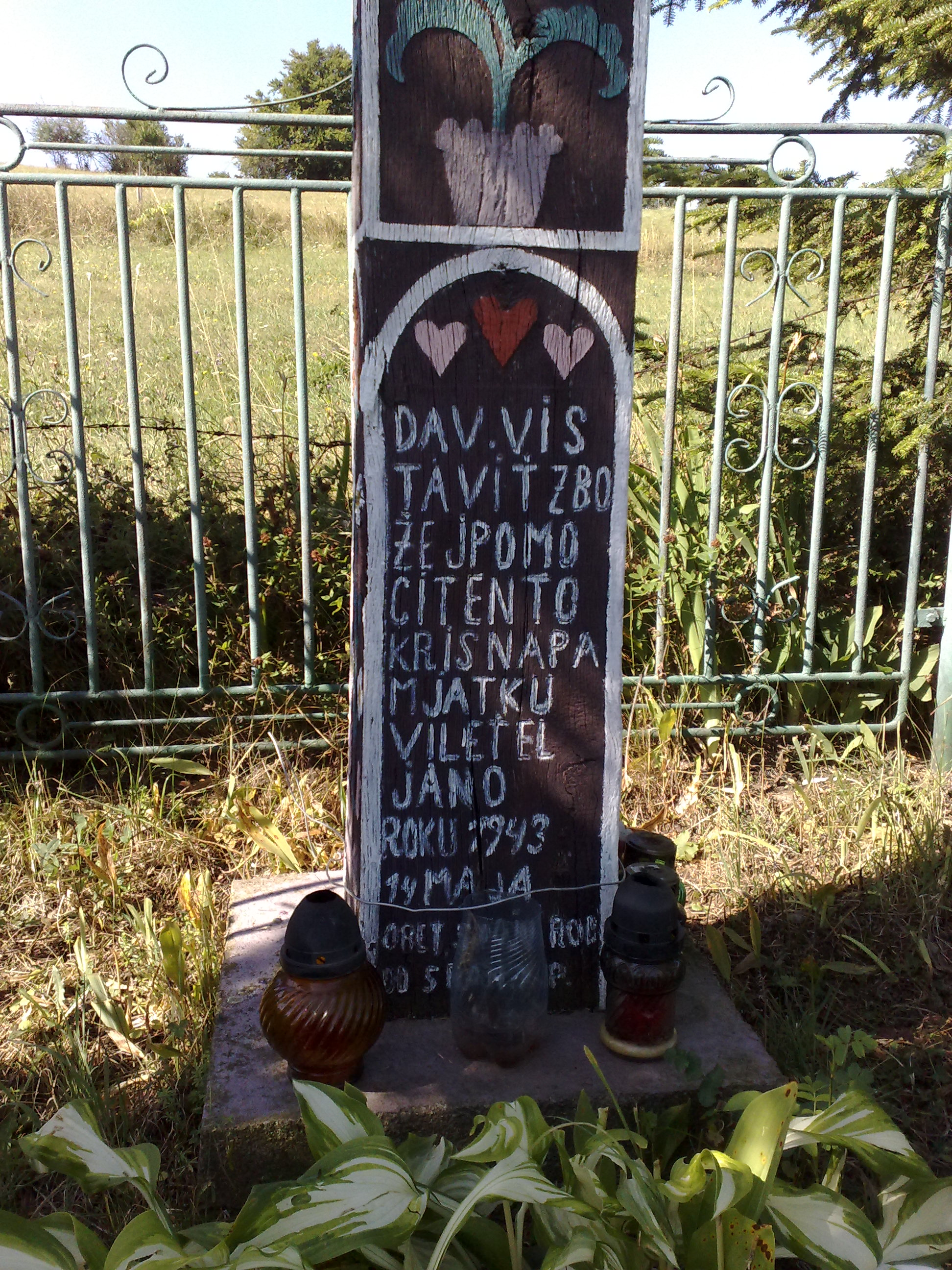
Dřevěný kříž – Vyletelovci
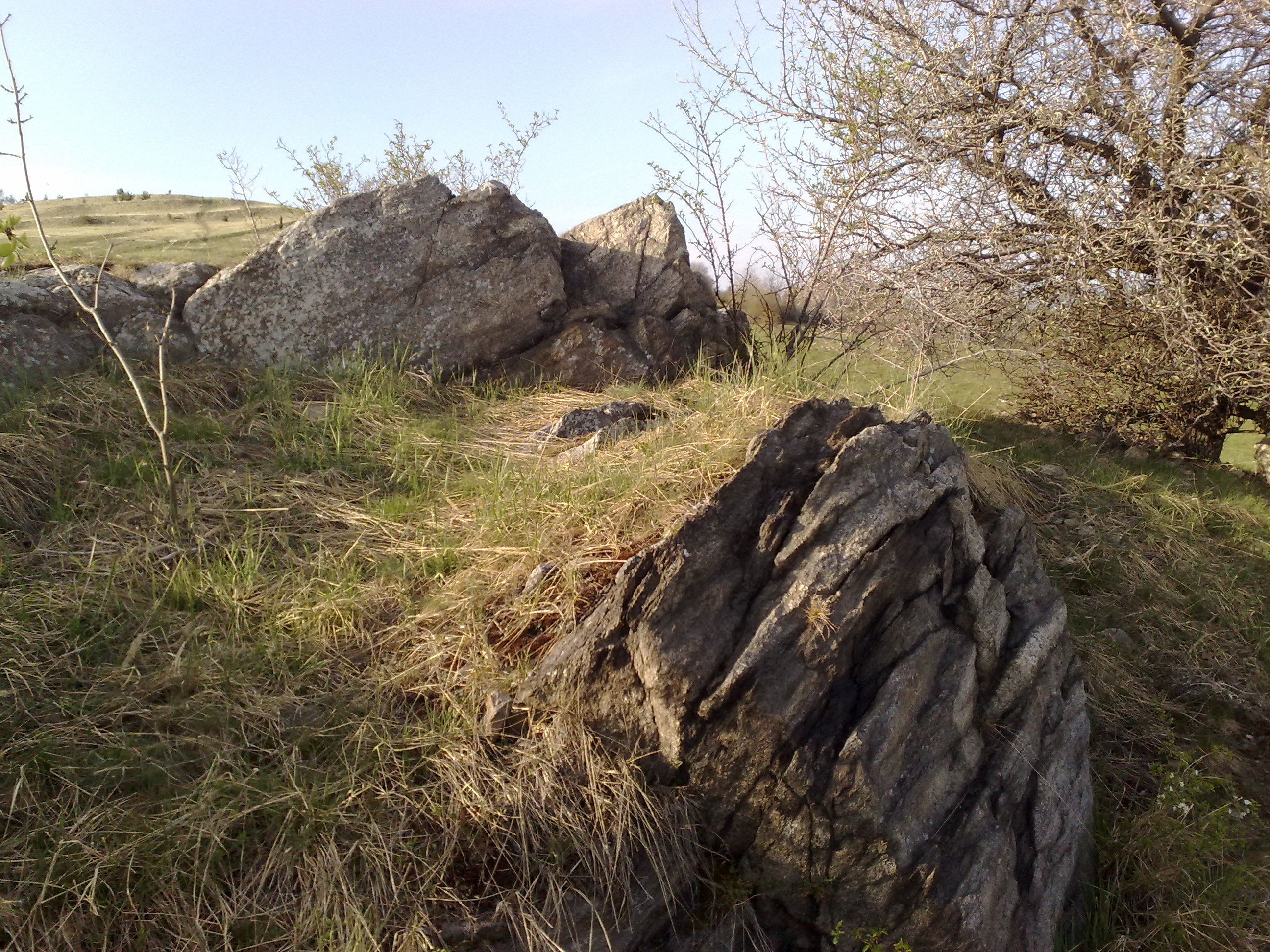
Skály pod Jaseniem
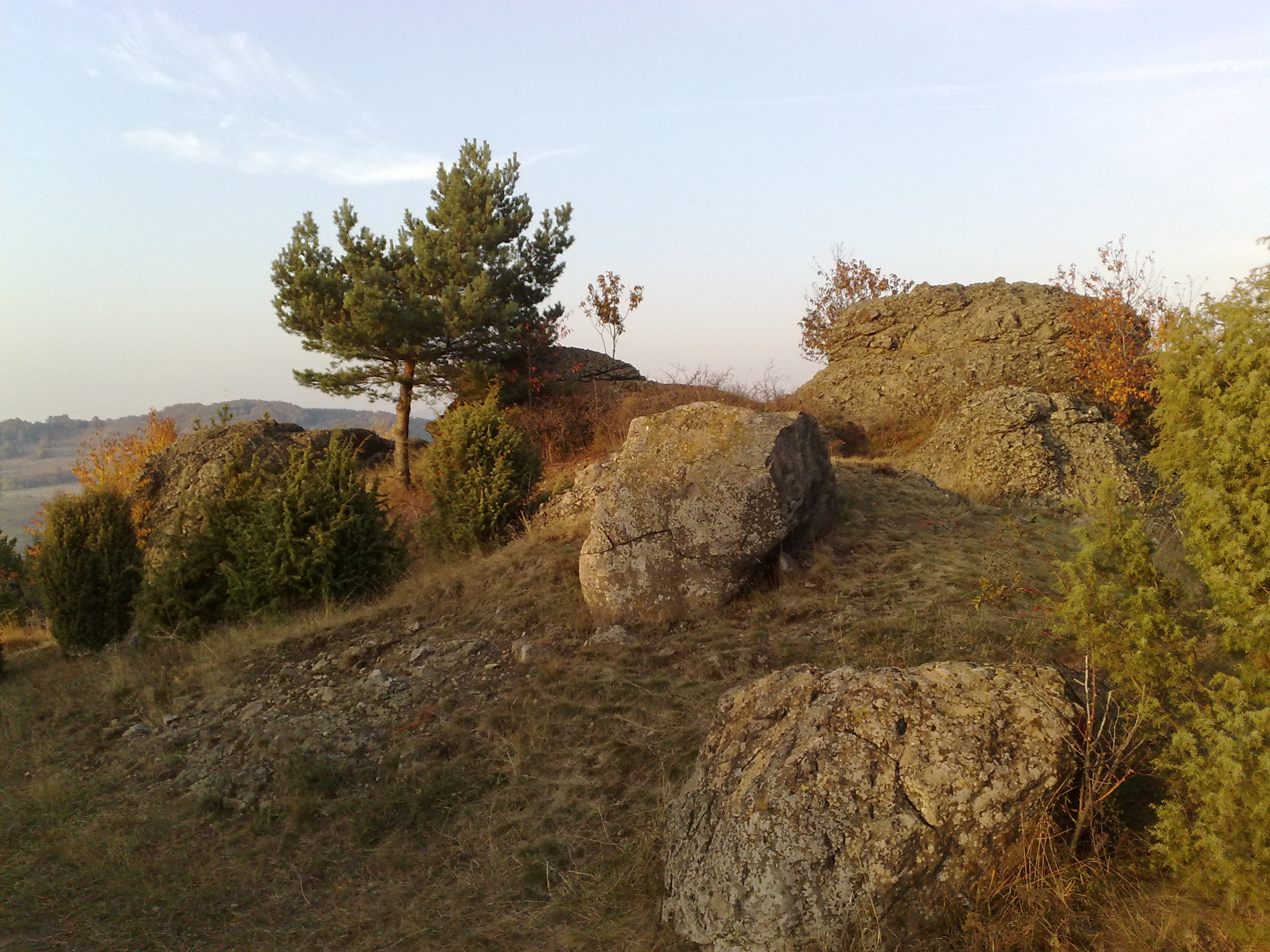
Kamenná vráta
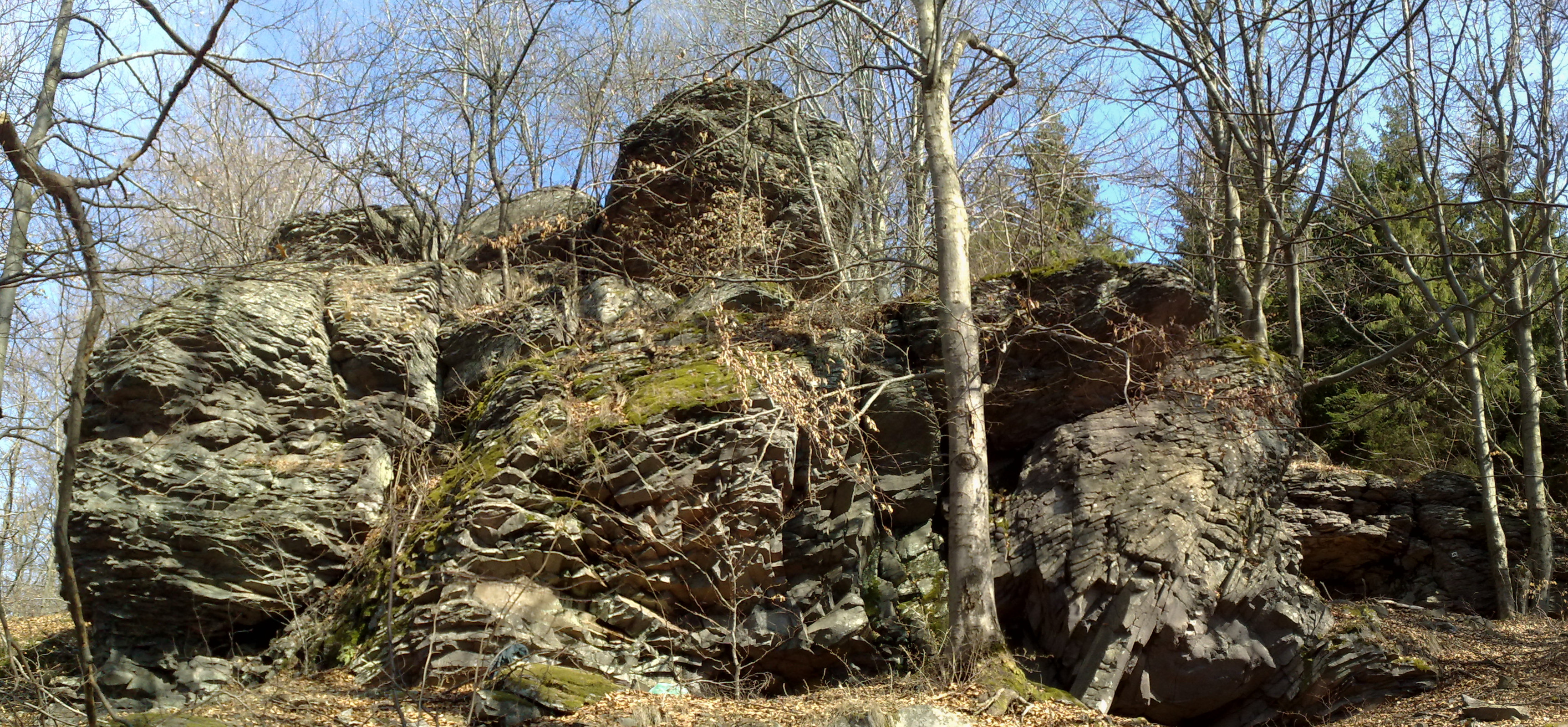
Budinská skála